# Éric Faye

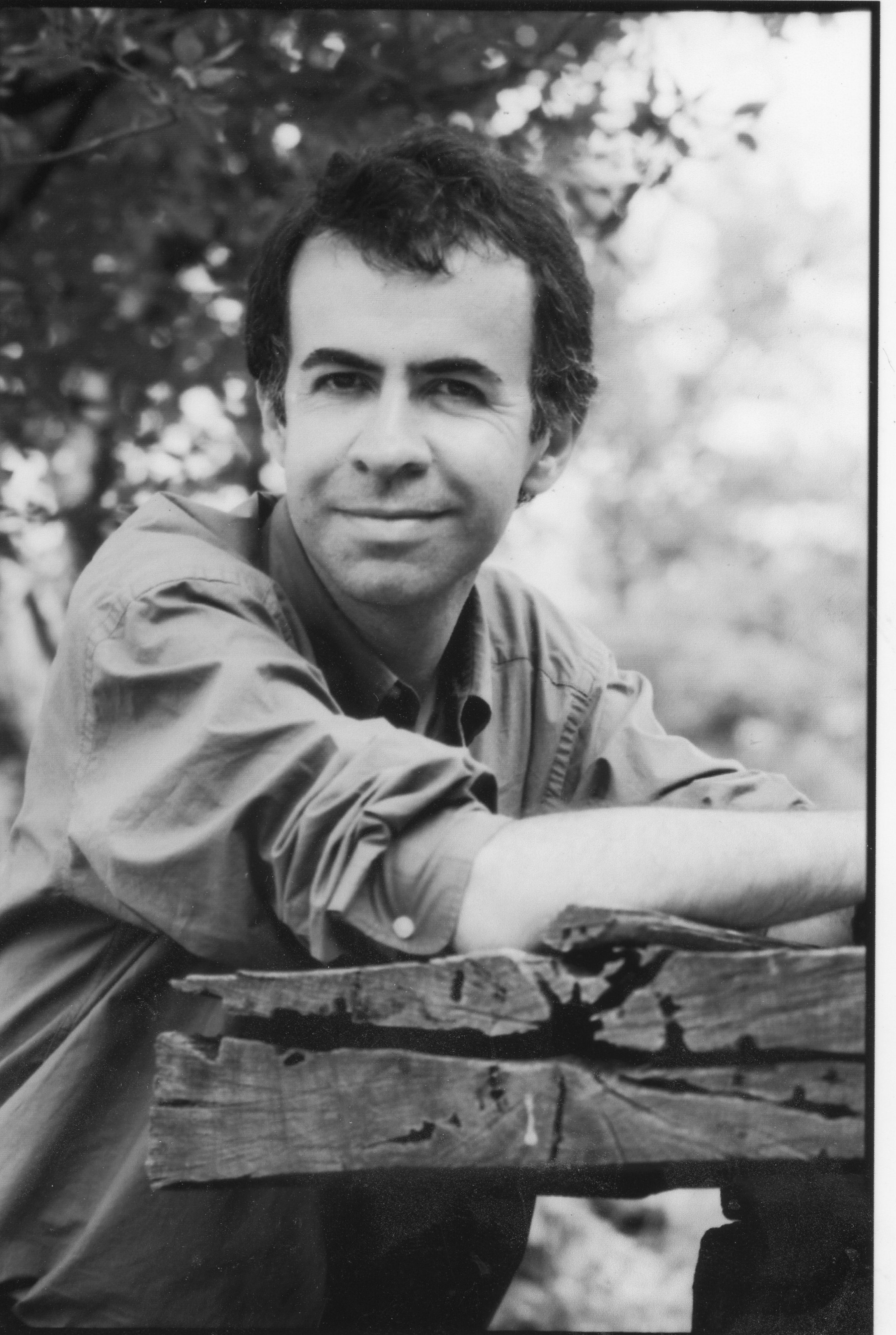
Éric Faye

Éric Faye (Limoges, december 1963) is een Franse journalist en schrijver die in 2010 winnaar werd van de Grand Prix du roman de l'Académie française.
Éric Faye is een journalist die binnen literaire kringen weleens omschreven wordt als 'de eeuwige belofte.' Uiteindelijk kreeg hij in 2010 wel erkenning voor zijn literair werk toen hem een van de twee meest prestigieuze prijzen van de Franse literatuur werd toegekend. Zijn gelauwerd boek Nagasaki is gebaseerd op ware gebeurtenissen. Het verhaal gaat over een Japanner die ervan overtuigd geraakt dat hij niet de enige inwoner is van zijn eigen huis. Hij begint overal webcams te plaatsen om de indringer te kunnen betrappen.